# Cyprettinae
Cyprettinae is een onderfamilie van kreeftachtigen uit de klasse van de Ostracoda (mosselkreeftjes).

## Geslachten
- Cypretta Vávra, 1895
- Pseudocypretta Klie, 1932